# Marcin Chabowski
Pour les articles homonymes, voir Chabowski.
Marcin Chabowski (né le 28 juin 1986 à Wejherowo) est un athlète polonais, spécialiste du fond et du marathon.
Son meilleur temps sur 3 000 m steeple est de 8 min 25 s 90 à Szczecin le 6 juillet 2008, tandis que sur marathon il a un temps de 2 h 10 min 7, obtenu en 2012, à Düsseldorf.

## Histoire
Il remporte la médaille d'or des Championnats d'Europe juniors d'athlétisme 2005 à Kaunas sur 3 000 m steeple.
Lors du marathon des Championnats d'Europe 2014 à Zurich, il reste nettement en tête, détaché, pendant les trois quarts de la course, jusqu'à 1 h 47 min 50 s, quand il se fait doubler par l'Italien Daniele Meucci, futur vainqueur, et abandonne peu après avoir été rejoint également par son compatriote Yared Shegumo.
Le 26 mars 2017, il remporte le semi-marathon de Poznań en 1 h 3 min 15 s.
Le 11 mars 2018, il remporte la Maniacka Dziesątka, une course de 10 kilomètres disputée dans les rues de Poznań, en 29 min 48 s.

## Palmarès
| Date | Compétition                   | Lieu      | Résultat | Épreuve              |
| ---- | ----------------------------- | --------- | -------- | -------------------- |
| 2005 | Championnats d'Europe juniors | Kaunas    | 1er      | 3000 m steeple       |
| 2015 | Jeux mondiaux militaires      | Mungyeong | 2e       | Marathon             |
| 2017 | Semi-marathon de Poznań       | Poznań    | 1er      | Semi-marathon        |
| 2018 | Maniacka Dziesątka            | Poznań    | 1er      | 10 kilomètres        |
| 2019 | Jeux mondiaux militaires      | Wuhan     | 1re      | Marathon par équipes |

## Records
| Épreuve       | Performance    | Date             | Lieu             |
| ------------- | -------------- | ---------------- | ---------------- |
| Mile          | 4 min 11 s 92  | 17 août 2008     | Międzyzdroje     |
| 10 000 m      | 28 min 27 s 59 | 2 mai 2009       | Kędzierzyn-Koźle |
| 10 km         | 28 min 55 s    | 6 août 2011      | Gdańsk           |
| Semi-marathon | 1 h 2 min 26 s | 4 septembre 2011 | Piła             |
| Marathon      | 2 h 10 min 7 s | 29 avril 2012    | Düsseldorf       |